# 櫻花通信
《櫻花通信》是遊人於1995年至2000年在小學館《週刊Young Sunday》連載的青年漫畫作品，並改編成OVA及SEGA Saturn遊戲。

## 概要
冬马是一个反应迟钝的高中毕业生，为了参加大学入学考试而只身从乡下来到东京 ，虽然表妹小丽一直暗中用各种方法为冬马加油打气，然而冬马还是脱离不了落榜的厄运，心情陷入了绝境的谷底，就在此时冬马巧遇成熟美艳的应届考生——美惠子，心里产生了强烈的爱意。冬马为了继续与美惠子交往只好假冒大学生的身分，并借住在小丽的家里准备重考，于是三个人之间青涩而复杂的恋爱关系正式揭开一段青春恋情的序幕。

## 角色
因幡冬馬（配音：真殿光昭）
男主角。大學入學考試沒有考上的學生。
春日麗（配音：冰上恭子）
女主角。冬馬的表妹，小冬馬一歲。
四葉美咲子（配音：兵藤まこ）
夏樹香美（配音：笠原留美）
鵠沼直美
山田 めぐみ（やまだ -）
秋本美寿紀
清水桃恵
小岩井悦子
林葉琴美
堀田美枝子
朝比奈 りん子

### 其他
摩周達彦
秋本浩司
風間隆一
伊吹丈
土田拓也

## 漫畫
單行本共二十本，由小學館（於1995年—2000年間出版）及雙葉社（2001年後）出版，另有文庫本。繁體中文版由原動力亞細亞於2007年開始發行，目前出到第9本。以下為「小學館」及「原動力亞細亞」版本的ISBN編號。
- Volume 1：ISBN 9784091516619、ISBN 9789867184436
- Volumn 2：ISBN 9784091516626、ISBN 9789867184443
- Volumn 3：ISBN 9784091516633、ISBN 9789867184450
- Volumn 4：ISBN 9784091516640、ISBN 9789867184467
- Volumn 5：ISBN 9784091516657、ISBN 9789867184474
- Volumn 6：ISBN 9784091516664、ISBN 9789867184481
- Volumn 7：ISBN 9784091516671、ISBN 9789867184542
- Volumn 8：ISBN 9784091516688、ISBN 9789867184556
- Volumn 9：ISBN 9784091516695、ISBN 9789867184564
- Volumn 10：ISBN 9784091516701
- Volumn 11：ISBN 9784091522818
- Volumn 12：ISBN 9784091522825
- Volumn 13：ISBN 9784091522832
- Volumn 14：ISBN 9784091522849
- Volumn 15：ISBN 9784091522856
- Volumn 16：ISBN 9784091522863
- Volumn 17：ISBN 9784091522870
- Volumn 18：ISBN 9784091522887
- Volumn 19：ISBN 9784091522894
- Volumn 20：ISBN 9784091522900